# Narodni muzej Lihtenštajna
Narodni muzej Lihtenštajna (nemško Liechtensteinisches Landesmuseum) je muzej v Vaduzu, glavnem mestu Lihtenštajna.

## Zgodovina
Stavba muzeja sega v leto 1438. V njej je bila knežja gostilna, carinarnica in sedež vlade. V letih 1998–2008 so bila izvedena dela za prenovo objekta in ga razširili proti pobočju gore.

## Razstave
Muzej v svojih treh stavbah in 42 razstavnih prostorih prikazuje artefakte o zgodovini, kulturi, naravi in pokrajini Lihtenštajna.